# Wilhelm Westmann

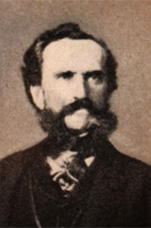
Wilhelm Westmann

Wilhelm Westmann (* 3. April 1813 in Wien; † 26. August 1881 ebenda) war ein österreichischer Architekt, Lehrer und Schuldirektor.

## Leben
Wilhelm Westmann war der Sohn eines Obsthändlers. Obwohl er aus bescheidenen Verhältnissen stammte, konnte er mit Hilfe eines Stipendiums von 1829 bis 1832 das Polytechnikum und von 1832 bis 1835 die Akademie der bildenden Künste Wien bei Peter von Nobile besuchen. Zum Studienabschluss erhielt er den Gundel-Preis.
Es ist anzunehmen, dass er in den folgenden Jahren als Architekt tätig war – belegt ist es aber nicht. Von 1845 bis 1847 war er Supplent für August Sicard von Sicardsburg an der Ornamentenschule der Akademie der bildenden Künste. Für die 1847 neu gegründete Gewerbeschule für Baugewerbe und Metallarbeiten wurde er als Lehrer in den Staatsdienst aufgenommen. Nach den Revolutionswirren 1848 konnte die Schule erst 1849 ihren Betrieb aufnehmen und befand sich am Standort des Polytechnikums als eigenständige Institution. Von 1849 bis 1865 war Westmann dort Lehrer für das Fachgebiet Zeichnen für Metallarbeiter. Da die Gewerbeschule in mancher Hinsicht gegenüber dem Polytechnikum schlechter gestellt war, strebte Westmann eine Eingliederung seiner Schule in dieses an. Als dies scheiterte, kam es zu einer Neustrukturierung und die Gewerbeschule übersiedelte an einen neuen Standort in der Währinger Straße (das heutige WUK). Westmann wurde deren Leiter und arbeitete ein neues Konzept aus. Demnach wurde die Schule ab 1870 als Bau- und Maschinengewerbeschule geführt, aus der sich später die heutige Höhere Technische Lehranstalt entwickelte. Bis zur Pensionierung 1875 blieb Westmann deren Direktor.

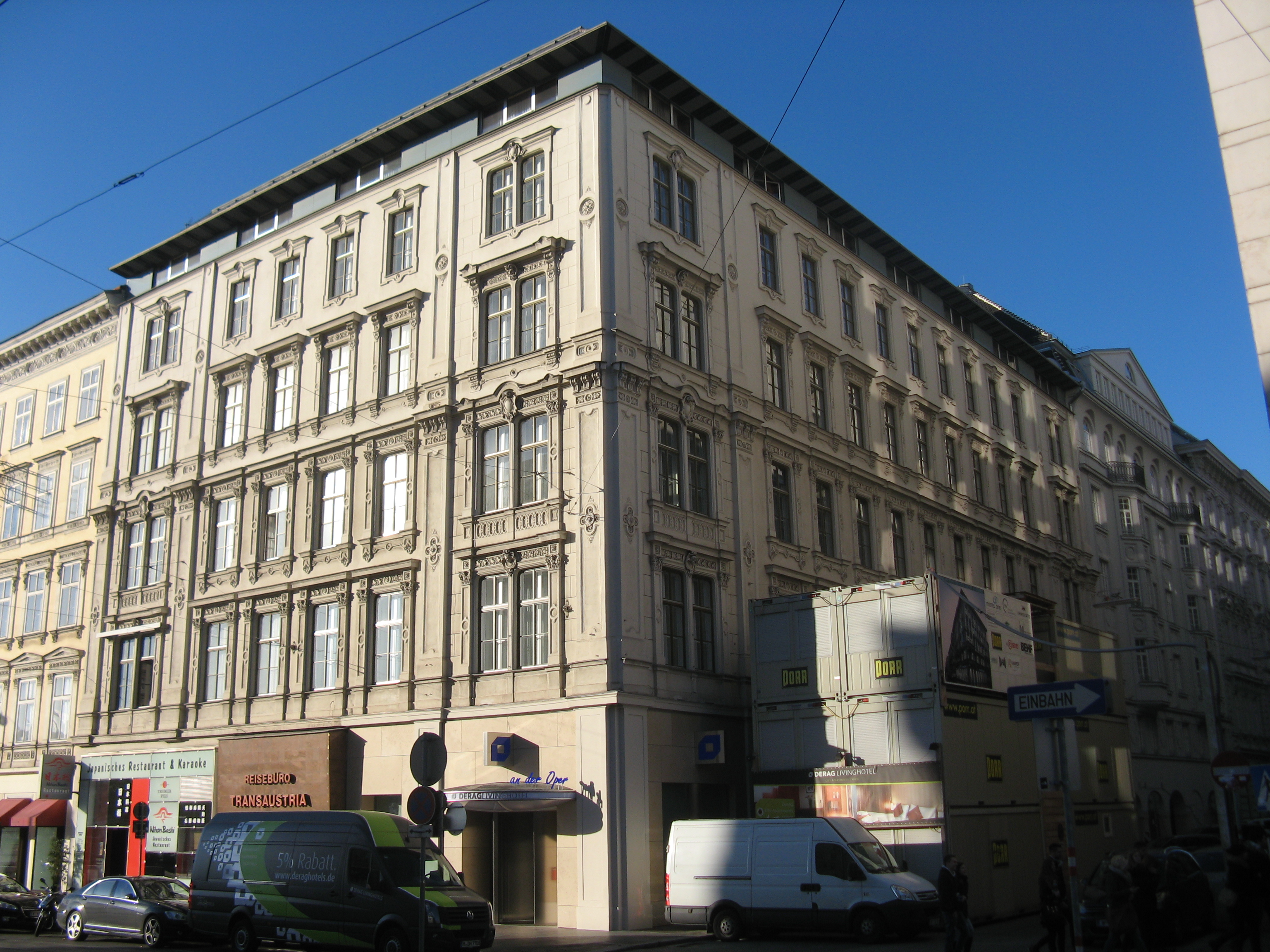
Elisabethstraße 1 (1860)

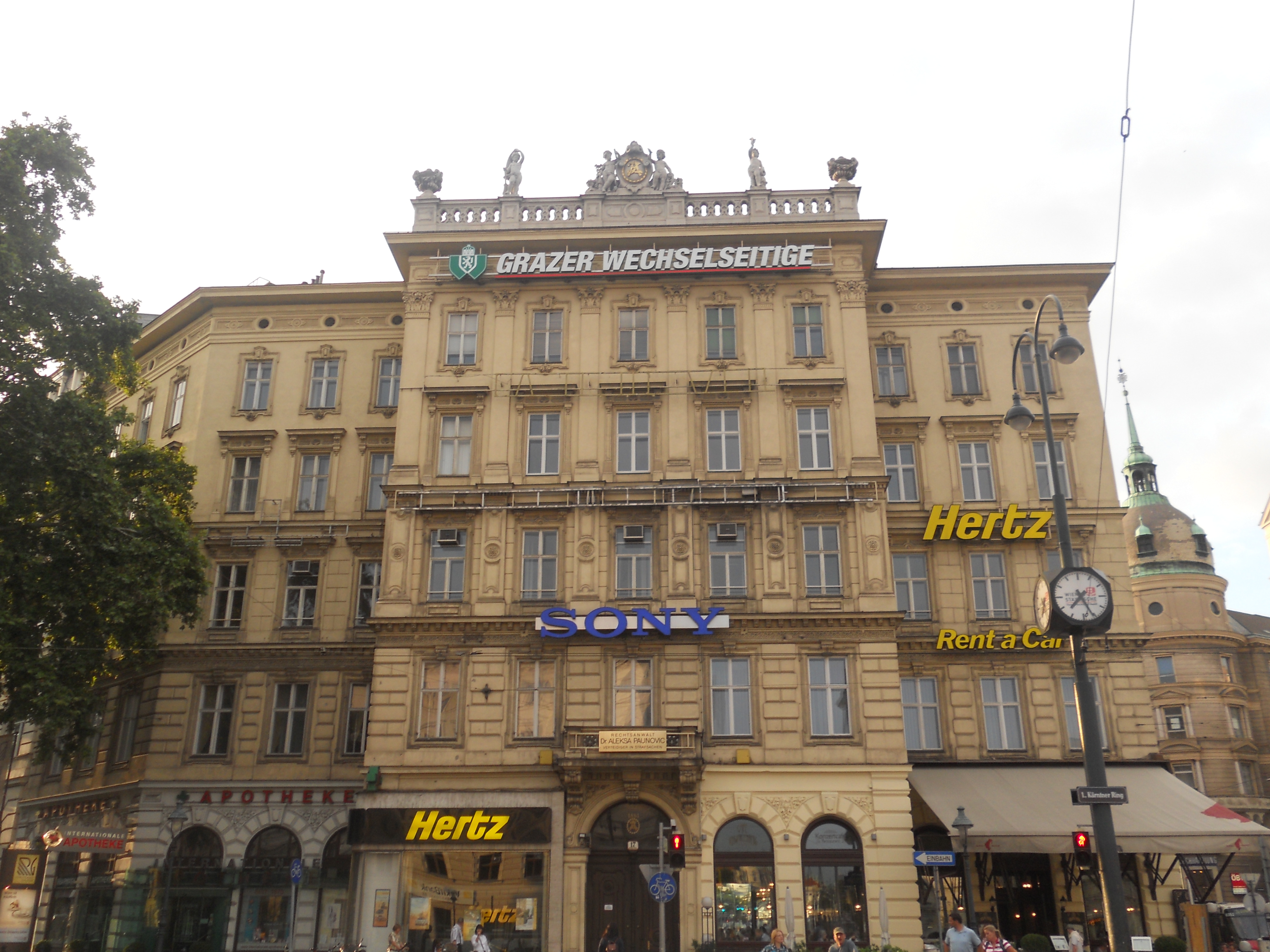
Kärntner Ring 17 (1861–1863)

Neben seiner Haupttätigkeit als Lehrer war Wilhelm Westmann gelegentlich auch als Architekt tätig und arbeitete als Bauzeichner für die Allgemeine Baugesellschaft. Ab 1870 war er wirkliches Mitglied der Akademie der bildenden Künste. Er war Träger des Franz-Joseph-Ordens.
Westmann war seit 1849 mit der Tochter des Burgschauspielers La Roche, Katharina La Roche, verheiratet und hatte zwei Kinder.

## Werk
Wilhelm Westmann war als Mitbegründer der Bau- und Maschinengewerbeschule vor allem für die Neustrukturierung des Fachschulwesens von Bedeutung. Im Rahmen seiner Lehrtätigkeit publizierte er auch Zeichenvorlagen für den Unterricht.
Seine Tätigkeit als Architekt ist nur mit zwei Bauwerken dokumentiert, die ihn als Vertreter des Frühhistorismus ausweisen: ein eher formstreng und einfach gehaltenes Haus in der Elisabethstraße und ein repräsentativeres, dekorativeres an der Ringstraße. Da er aber auch Bauzeichner der Allgemeinen Baugesellschaft war, ist es möglich, dass er an weit mehr Gebäuden gestalterischeren Anteil besaß.
- Miethaus, Elisabethstraße 1 / Kärntner Straße 44, Wien 1 (1860)
- Mietpalais, Kärntner Ring 17 / Schwarzenbergplatz 12, Wien 1 (1861–1863)
- Ornamentale Vorlagen. Entworfen und lithographiert von W. Westmann. Wien, Copieranstalt des niederösterreichischen Gewerbevereines 1845